# Statul Taraba
Taraba este un stat  în Nigeria. Reședința sa este orașul Jalingo.